# Строне (Вадовицкий повет)

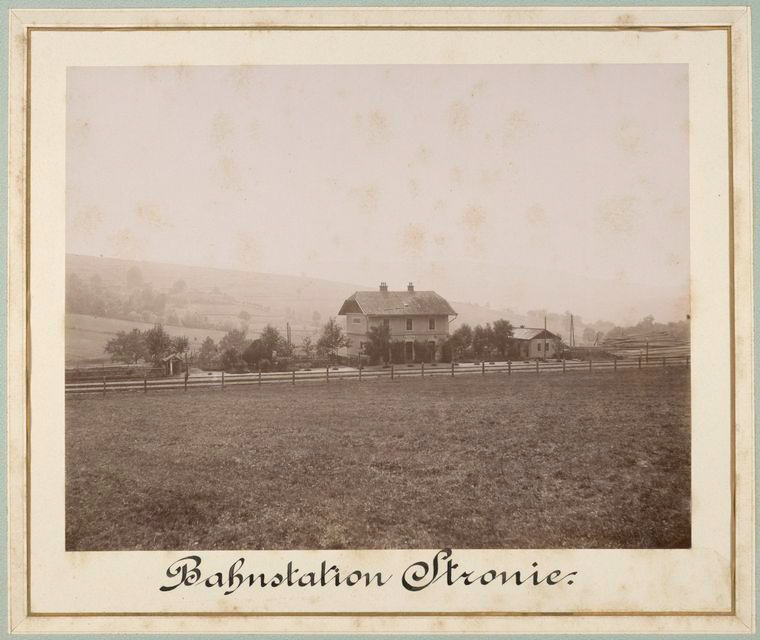
Фотография железнодорожной станции «Строне», 1897 год

Стро́не (пол.  Stronie) — село в Польше на территории гмины Стрышув Вадовицкого повета Малопольского воеводства.

## География
Село находится в 4 км от административного центра гмины села Стрышув, 19 км от города Вадовице, 32 км от Кракова.

## История
Село было основано в XIV веке освенцимскими князьями и принадлежало Барвальдскому замку. Село впервые упоминается под названием «Stronye» в сочинении польского хрониста Яна Длугоша «Liber beneficiorum dioecesis Cracoviensis» (1470—1480). Согласно Яну Длугошу село принадлежало Яну Стронскому герба Янина.
В 1646 году Строне принадлежало барвальдскому старосте. С 1777 года село стало собственностью Францишки Курляндской и её потомков.
С 1975 по 1998 год село входило в Бельское воеводство.